# Charte aux Normands

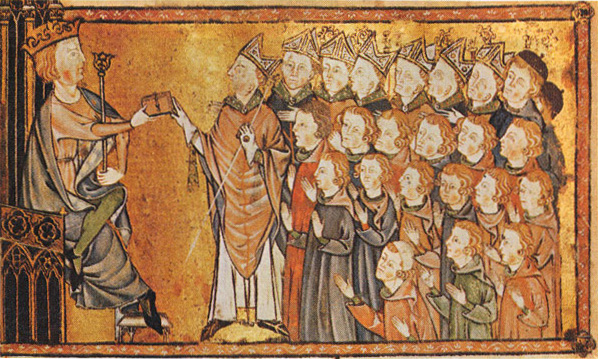
L’octroi de la Charte aux Normands.

La Charte aux Normands, ou Charte normande, est un acte conférant certains droits ou privilèges aux Normands octroyé le 19 mars 1315, par le roi de France Louis le Hutin lequel, en répondant aux barons normands impatients, en confirme tous les termes en juillet 1315.
Pour apaiser les révoltes périodiques des Normands, le roi a dû reconnaître la spécificité de la Normandie, et cette charte, ainsi que la seconde de 1339, faisant écho à la Grande Charte ou la Charte des libertés des Anglais, sera considérée jusqu’en 1789 comme le symbole du particularisme normand.

## Contexte
En 1314, Philippe le Bel avait levé un nouvel impôt pour financer une expédition flamande. Cette nouvelle contribution, jugée disproportionnée au regard de l’enjeu, va provoquer une vague de protestation dans tout le royaume. Pour apaiser les esprits, le successeur de Philippe le Bel, son fils Louis X, octroie alors une série de chartes provinciales. La Charte aux Normands est la première d'entre elles. Elle sera suivie par : les deux chartes aux Languedociens du 1er avril 1315 et de janvier 1316 ; la charte aux Bretons de mars 1315 ; les deux chartes aux Bourguignons d’avril 1315 et 17 mai 1315 ; les deux chartes aux Champenois de mai 1315 et mars 1316 ; la charte aux Auvergnats de septembre 1315, reproduite à l’intention de toutes les Basses-Marches — à savoir, le Poitou, la Touraine, l’Anjou, le Maine, la Saintonge et l'Angoumois — ; la charte aux Berrichons de mars 1316 ; et la charte aux Nivernais de mai 1316.

## Versions
Trois versions de la Charte aux Normands figurent dans le recueil des Ordonnances des rois de France. Deux sont datées du 19 mars 1315 : l'une, en latin, compte quatorze articles ; l'autre, en français, en compte vingt-quatre. La troisième, en latin, compte vingt-quatre articles et est datée de Vincennes, juillet 1315,,,.

## Contenu
Cette charte, qui va désormais jouer un rôle essentiel dans la conscience collective et l’imaginaire normands, accède au rang de mythe pour devenir le symbole même de la contestation normande, alors même qu’elle est régulièrement violée et, qu’au fil des siècles, les Normands ont oublié jusqu’à son contenu même. Elle offre à la province des garanties en matière juridique, fiscale et judiciaire, et sera régulièrement brandie durant les périodes de crise et notamment lorsqu’il s’agit d’opposer la spécificité normande au centralisme royal. Rarement tournée contre le pouvoir lui-même, la contestation s’exprime plutôt contre ses manifestations.
La charte de 1315, puis celle de 1339, leur garantissait le droit de ne jamais être cités devant une juridiction autre que celle de leur province. Lorsqu’une ordonnance royale en violait quelque disposition, la réserve expresse qu’on y ajoutait rappelait l’existence de ce droit, lors même qu’il était enfreint : Nonobstant clameur de haro et charte normande.
Les deux premiers articles de la charte ont trait à la question monétaire. Depuis le XIe siècle, tous les Normands versaient au duc le monnéage, un impôt direct de douze deniers par feu tous trois ans ; en contrepartie, le duc renonçait à son droit de muer la monnaie. L’article 2 est relatif au fouage. Il précise qu’il sera perçu conformément à la coutume, c’est-à-dire pour un montant fixe, de douze deniers par feu, assorti de nombreuses exemptions que le roi s’engage désormais à respecter.
Les articles 3 et 4 ont trait à la question militaire. L’article 4 est relatif à l’ost. Le roi y renonce à exiger de ses vassaux davantage que le service qu’ils doivent conformément à la coutume, c’est-à-dire quarante jours.
Les articles 5 et 6 ont trait à la propriété privée. L’article 13 est relatif au droit d’épave ; l’article 20, aux retraits féodaux et lignagers.
L’article 9 est relatif aux tiers et danger, un double droit dû au roi sur la récolte et la vente de bois de son domaine ; il en exclut le mort-bois — c’est-à-dire le bois vert de qualité inférieure : le saule, le marsault, les épines, la puine, le sureau, l'aulne, le genêt, le genévrier et la ronce — ainsi que les arbres abattus par la tempête.
L’article 15 limite le recours à la torture.
L’article 16 réglemente la rémunération des avocats.
L’article 18 reconnaît aux Normands le droit d’être jugé en Normandie, selon la coutume normande et, en dernier ressort, devant l’Échiquier ; celui-ci redevient une cour souveraine, ses arrêts n’étant plus susceptibles d'appel devant le parlement de Paris.
L’article 22 a trait à la question fiscale. Il reconnaît le droit du roi à percevoir les aides coutumières attestées, pour la première fois, en 1190 et connues, au XIIIe siècle, comme les « trois aides féodales », les « trois aides capitales » ou les « trois aides de Normandie ». Le roi y renonce à lever de nouveaux impôts « sauf en cas de grande nécessité ».

## Confirmations
La Charte aux Normands est confirmée par le roi Philippe VI de France en 1339 puis par son fils le duc Jean de Normandie. Le roi Charles V le Sage ne confirme pas la charte contrairement à son fils et successeur, le roi Charles VI qui la confirme le 25 janvier 1381,. Pendant la guerre de Cent Ans, la charte est confirmée par le roi Henri V d’Angleterre en 1419[réf. souhaitée] puis par le duc Jean de Bedford, régent du royaume de France, au nom du roi Henri VI d’Angleterre le 16 novembre 1423,.
Au terme de la guerre de Cent Ans, le roi de France, Charles VII le Victorieux, prend possession de la Normandie. Début octobre 1449, il arrive à Pont-de-l’Arche. La ville de Rouen y envoie une délégation conduite par l’archevêque Raoul Roussel afin de négocier les conditions de sa reddition. Le roi s’engage à maintenir les privilèges de l’Église de Rouen et ceux de la ville ainsi qu’à confirmer la Charte aux Normands et le reste du droit coutumier normand. Mais le roi tarde à respecter sa promesse et, le 25 juin 1451, la ville de Rouen envoie une nouvelle délégation à Tours pour l’y rencontrer et obtenir de celui-ci confirmation de la charte. Le roi ordonne une réunion de commissaires, à Vernon, le 1er août 1451. À l’automne 1452, les états de Normandie demandent la confirmation de la charte. Finalement, le roi ne la confirme qu’en avril 1458,. Son fils et successeur, le roi Louis XI le Prudent la confirme le 4 janvier 1462, à la demande des états de Normandie. Lors des états généraux de Tours, en 1484, la charte est à peine évoquée mais le fils et successeur de Louis XI, le roi Charles VIII l’Affable la confirme le 27 avril 1485. La charte est ensuite confirmée par Louis XII les 30 septembre et 2 octobre 1508, par François Ier en 1517,, par Henri II en 1550, et, enfin, par Henri III en avril 1579,. Longtemps respectée, cette charte cessa d’être en vigueur à la fin du XVIe siècle et ne fut réellement abolie que sous Louis XIV, mais continua néanmoins de figurer dans les ordonnances et les privilèges du roi jusqu’en 1789.

## Archives
L’original de la charte ne nous est pas parvenu. Sa plus ancienne copie connue est conservée aux archives départementales du Calvados dans le fonds de l'abbaye Saint-Martin de Troarn.